# Jaculina
Jaculina is een mosdiertjesgeslacht uit de familie van de Jaculinidae en de orde Cheilostomatida. De wetenschappelijke naam ervan is in 1903 voor het eerst geldig gepubliceerd door Jullien.

## Soorten
- Jaculina blanchardi Jullien & Calvet, 1903
- Jaculina dichotoma Calvet, 1931
- Jaculina parallelata (Waters, 1895)
- Jaculina tessellata Hayward, 1979